# 神戸医療未来大学
神戸医療未来大学（こうべいりょうみらいだいがく、英語: Kobe University of Future Health Sciences）は、兵庫県神崎郡福崎町高岡に本部を置く私立大学である。

## 沿革
- 1973年 学校法人姫路学院を設立。姫路学院女子短期大学開学
- 1998年 都築学園グループから学校法人姫路学院へ資金援助が行われる
- 2000年 姫路学院女子短期大学を改組転換し、近畿福祉大学として開学。社会福祉学部社会福祉学科・介護福祉学科・福祉産業学科を開設
- 2004年 福祉心理学科を開設
- 2005年 社会福祉学科内に保育士養成のための児童福祉コースを設置
- 2008年
  - 4月 校名を近畿福祉大学から近畿医療福祉大学に改称。福祉産業学科を福祉健康スポーツ学科に改組。社会福祉学科を生活医療福祉学科へ、福祉心理学科を臨床福祉心理学科へ名称変更
  - 10月 学校法人都築学園による学校法人都築インターナショナル学園（日本薬科大学、東京介護福祉専門学校、お茶の水はりきゅう専門学校）および学校法人姫路学院（近畿医療福祉大学）の吸収合併が認可
- 2009年
  - 1月 学校法人姫路学院を学校法人都築学園に吸収合併し、同学園に設置者変更
  - 4月 経営福祉ビジネス学科 開設
- 2010年4月 大阪府大阪市に大阪天王寺キャンパスを開設し、同地に経営福祉ビジネス学科を設置
- 2013年4月 大学名を近畿医療福祉大学から神戸医療福祉大学に改称。生活医療福祉学科と臨床福祉心理学科の学生募集を停止。社会福祉学科に医療福祉・介護福祉・こども福祉（旧・児童福祉）・福祉心理・環境デザインコースを設置
- 2015年4月 社会福祉学科環境デザインコース学生の学生募集停止
- 2020年4月 社会福祉学部から人間社会学部に学部名称変更
- 2021年10月 大阪天王寺キャンパスにおいてWeb合同企業説明会を開催。泉海商運株式会社、豊能運送株式会社、株式会社松竹、株式会社グルメ杵屋レストラン、学校法人ポプラ学園の5社がオンラインで企業説明を行い、学生は自宅から参加した[2]。
- 2022年4月 大学名を神戸医療未来大学に変更[1]。社会福祉学科を未来社会学科に改称

## 学部・学科

### 学部
- 健康スポーツ学部（2024年度開設）
  - 健康スポーツコミュニケーション学科（人間社会学部から移籍）
- 人間社会学部
  - 健康スポーツコミュニケーション学科（2024年募集停止）
    - スポーツ指導者分野
    - 教職分野
    - 健康福祉分野

  - 未来社会学科（社会福祉学科を改組して2022年4月開設）
    - 社会分野
    - 心理分野
    - 社会福祉分野

  - 経営福祉ビジネス学科
    - ICT人材分野
    - グローカル人材分野
    - 公務員・社労士分野

### 過去にあった学科
- 生活医療福祉学科 - 2013年4月1日付を以って学生募集停止
- 臨床福祉心理学科 - 2013年4月1日付を以って学生募集停止

### 設置構想のあった学科
- 社会福祉学科通信教育課程 - 2006年に開設予定だったがのちに申請取り下げ

## 学生生活
学生寮が北・東・南寮と3つに分かれており、北と東寮が男性専用、南寮が女性専用となっている。
基本的にそれぞれの寮への行き来は出来ないが、在籍中の学生は北と東に男性のみ、南寮に女性のみ21時まで入室可能となっている。
　

### 学園祭
毎年10月に播彩祭（ばんざいさい）が行われている。名前の由来は『播州を彩る祭り』という意味を込めて名付けられ、地域に根付いていける祭りを目指しているとのこと。

## 関係者

### 理事長
- 都築仁子 - 2009年1月～

### 学長
- 小谷豪冶郎 - 2000年4月～2002年12月
- 大羽蓁 - 2002年12月～2008年3月
- 吉武毅人 - 2008年4月～2012年6月
- 都築明寿香 - 2012年6月～

### 教員
元教員を含む
- 杉本一義 - 元教授。
- 高橋広 - 健康スポーツコミュニケーション学科教授。硬式野球部監督と兼任
- 鳴霞 - 元講師。中国語を担当

## 付帯施設
- 学生寮 （男子・女子 計 1,200室）
- カフェテリアサルビア
- サルビアショップ
- フィットネスセンター （室内プール、ジム等）
- Pavilionみらい

## 交通アクセス
- 姫路キャンパス
  - JR播但線福崎駅下車、スクールバスにて約5分。ちなみにJR姫路駅からJR福崎駅までの所要時間は約25分。
- 大阪天王寺キャンパス
  - JR大阪環状線桃谷駅から徒歩約2分。

## 関連校
- 日本経済大学
- 第一工業大学
- 第一薬科大学
- 日本薬科大学
- 横浜薬科大学
- 福岡こども短期大学
- 第一幼児教育短期大学
- 第一薬科大学付属高等学校
- 福岡第一高等学校
- 鹿児島第一高等学校
- 鹿児島第一中学校
- リンデンホールスクール小学部
- リンデンホールスクール中高学部